# Liste der Gottesdienstkantaten Telemanns/C
Dies ist eine Teilliste der Kantaten Georg Philipp Telemanns für den gottesdienstlichen Gebrauch mit dem Anfangsbuchstaben „C“ (TVWV 1:135 – 1:152). Sie ist in die Liste der Gottesdienstkantaten Telemanns eingebunden und sollte auch dort gelesen werden, um den Gesamtüberblick und die Funktion der Sortierbarkeit nach verschiedenen Kriterien über die Gesamtliste nutzen zu können.
| TVWV   | Titel                                      | Jahrgang                                      | Textdichter               | erste Aufführung  | Sonntag/Festtag im Kirchenjahr/Anlass | Besetzung                               | Anmerkung                 | Noten                                                           | RISM                                                                                           |
| ------ | ------------------------------------------ | --------------------------------------------- | ------------------------- | ----------------- | ------------------------------------- | --------------------------------------- | ------------------------- | --------------------------------------------------------------- | ---------------------------------------------------------------------------------------------- |
| 01:135 | Christen heißen, und nicht sein            | Französischer Jahrgang                        | Erdmann Neumeister        | 1714/15           | 4. Adventssonntag                     | SATB, 2 Ob, 2 Vl, Va, Vc, Bc            |                           | Ms. Ff. Mus. 797                                                | RISM ID: 450003765 RISM ID: 452513222 RISM ID: 225004677                                       |
| 01:136 | Christ ist erstanden von der Marter alle   | Französischer Jahrgang                        | Erdmann Neumeister        | 1714/15           | Ostersonntag                          | SATB, 2 Ob, 2 Vl, 2 Va, Vc, Bc          |                           | Ms. Ff. Mus. 796 Mus.2392-E-561 Mus.2392-E-561a Mus.2392-E-561b | RISM ID: 450003764 RISM ID: 225004697 RISM ID: 210000012 RISM ID: 210000010 RISM ID: 210000011 |
| 01:137 | Christum lieb haben ist besser             | Geistliches Singen und Spielen                | Erdmann Neumeister        | 1710/11           | 18. Sonntag nach Trinitatis           | SATB, 2 Qfl, 2 Ob, 2 Vl, Va, Vc, Bc     |                           | Ms. Ff. Mus. 798 IMSLP                                          | RISM ID: 450003766 RISM ID: 450008927 RISM ID: 454600712                                       |
| 01:138 | Christus der ist mein Leben                | Danziger Choralkantaten                       |                           | ab 1747 – um 1754 | Choralkantaten                        | SATB, 2 Ob, 2 Vl, Va, Vc, Bc            |                           | SPK 21750/10 mu 6509.2532 IMSLP                                 | RISM ID: 452513443 RISM ID: 150202791 RISM ID: 240005070                                       |
| 01:139 | Christus hat ausgezogen die Fürstentümer   |                                               |                           |                   | Ostersonntag                          | SATB, 2 Qfl, 3 Cl, Ti, 2 Vl, Va, Vc, Bc |                           |                                                                 | RISM ID: 452513277 RISM ID: 452502195 RISM ID: 220039505 RISM ID: 702001380                    |
| 01:140 | Christus hat einmal für die Sünde gelitten | Französischer Jahrgang                        | Erdmann Neumeister        | 1714/15           | Quinquagesima                         | SATB, 2 Ob, 2 Vl, Va, Bc                |                           | Ms. Ff. Mus. 799                                                | RISM ID: 450003767 RISM ID: 225004690                                                          |
| 01:141 | Christus hat gelitten für uns              | Italienischer Jahrgang / 1. Concertenjahrgang | Erdmann Neumeister        | 1716/17           | Palmsonntag                           | SATB, 2 Ob, 2 Vl, Va, Vc, Bc            |                           | Ms. Ff. Mus. 800                                                | RISM ID: 450003768                                                                             |
| 01:142 | Christus hat sich selbst für uns gegeben   | Jahrgang ohne Recitativ                       | Benjamin Neukirch         | 1724/25           | 17. Sonntag nach Trinitatis           | SATB, 2 Ob, 2 Vl, Va, Vc, Bc            |                           | Ms. Ff. Mus. 801 Becker III.2.179/80                            | RISM ID: 450003769 RISM ID: 225004668                                                          |
| 01:143 | Christus hat uns ein Vorbild               |                                               |                           |                   | 23. Sonntag nach Trinitatis           |                                         | [verschollen]             |                                                                 |                                                                                                |
| 01:144 | Christus hat unsere Sünde selbst geopfert  | 1. Lingenscher Jahrgang                       | Hermann Ulrich von Lingen | 1721/22           | Palmsonntag                           | SATB, 2 Ob, 2 Vl, Va, Vc, Bc            | Menke: Mariä Verkündigung | Ms. Ff. Mus. 802                                                | RISM ID: 450003770 RISM ID: 1001006486 RISM ID: 1001006507 RISM ID: 452513520                  |
| 01:145 | Christus ist aufgefahren in die Höhe       | Sicilianischer Jahrgang                       | Johann Friedrich Helbig   | 1719/20           | Christi Himmelfahrt                   | SATB, 2 Ob, 2 Vl, Va, Vc, Bc            |                           | Ms. Ff. Mus. 803                                                | RISM ID: 450003771 RISM ID: 240000165                                                          |
| 01:146 | Christus ist das wahrhaftige Licht         | Sicilianischer Jahrgang                       | Johann Friedrich Helbig   | 1719/20           | Epiphanias                            |                                         | [lt. TVWV verschollen]    |                                                                 | RISM ID: 240000166                                                                             |
| 01:147 | Christus ist das wahrhaftige Licht         |                                               |                           |                   | Epiphanias                            |                                         | [verschollen]             |                                                                 |                                                                                                |
| 01:148 | Christus ist der Glanz                     | Jahrgang ohne Recitativ                       | Johann Friedrich Helbig   | 1724/25           | Mariä Reinigung                       | SATB, 2 Vl, Va, Vc, Bc                  |                           | Ms. Ff. Mus. 804                                                | RISM ID: 450003772                                                                             |
| 01:149 | Christus ist kommen                        | Harmonisches Lob Gottes                       | Johann Friedrich Helbig   | 1726/27           | Sonntag nach Christi Himmelfahrt      | SATB, 2 Ob, 2 Vl, Va, Vc, Bc            |                           | Ms. Ff. Mus. 805                                                | RISM ID: 450003773                                                                             |
| 01:150 | Christus ist nicht eingegangen             | Italienischer Jahrgang / 1. Concertenjahrgang | Erdmann Neumeister        | 1716/17           | 4. Sonntag nach Ostern                | SATB, 2 Ob, 2 Vl, Va, Vc, Bc            |                           | Ms. Ff. Mus. 806                                                | RISM ID: 450003774                                                                             |
| 01:151 | Christus ist um unserer Missetat willen    | 2. Concertenjahrgang                          | Gottfried Simonis         | 1720/21           | Quinquagesima                         | SATB, 2 Ob, Fg, 2 Cl, 2 Vl, Va, Vc, Bc  |                           | Ms. Ff. Mus. 807                                                | RISM ID: 450003775 RISM ID: 469048700                                                          |
| 01:152 | Christus ist wahrlich der Prophet          | Jahrgang ohne Recitativ                       | Johann Friedrich Helbig   | 1724/25           | 4. Fastensonntag                      | SATB, 2 Ob, 2 Vl, Va, Vc, Bc            |                           | Ms. Ff. Mus. 808                                                | RISM ID: 450003776                                                                             |